# 新ドイツ零年
『新ドイツ零年』（しんどいつゼロねん、Allemagne année 90 neuf zéro、「ドイツ 90 九/新 零年」の意）は、1991年（平成3年）に製作された、ジャン＝リュック・ゴダール監督のフランス映画である。日本でのビデオ邦題は『ゴダールの新ドイツ零年/レミー・コーション最後の冒険』（-さいごのぼうけん）であった。

## 概要
1990年（平成2年）10月3日、ドイツ連邦共和国（西ドイツ）にドイツ民主共和国（東ドイツ）が加入する形でドイツ再統一がなされ、それを機に、アンテーヌ2のドキュメンタリー番組『孤独: ある状態とその変容』の一篇として企画された作品である。本作のタイトルはロベルト・ロッセリーニの『ドイツ零年』（仏題 Allemagne année zéro、1948年）が下敷きにあり、「1990年」の「90」、「9」という意味と「新しい」という意味をもつ「neuf」を付け加えたものである。

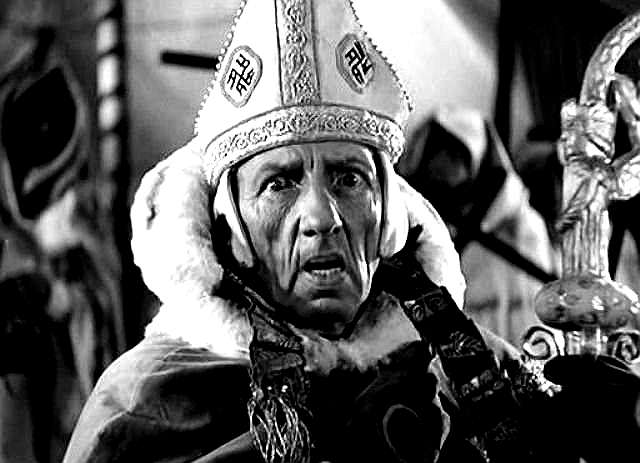
『アレクサンドル・ネフスキー』

ロッセリーニのイタリア映画『ドイツ零年』や、ドイツの映画監督F・W・ムルナウの『最後の人』（1924年）、ロシアの映画監督ボリス・バルネットの『青い青い海』（1935年）、ロシアの映画監督セルゲイ・エイゼンシュテインの『アレクサンドル・ネフスキー』（1938年）等が直接引用され、ゲオルク・ヴィルヘルム・フリードリヒ・ヘーゲル、ライナー・マリア・リルケ、ヨハン・ヴォルフガング・フォン・ゲーテといったドイツの哲学者、詩人、作家のことばが引用され、フランツ・カフカのようなプラハのドイツ語作家のテクストも引用されている。
1950年代の映画シリーズでレミー・コーションを演じて人気を得たエディ・コンスタンティーヌは、1965年（昭和40年）にゴダールが監督した『アルファヴィル』でもレミーとして登場し、同作からちょうど25年の年月を経て、ふたたびレミーを演じている。ドン・キホーテとサンチョ・パンサがミゲル・デ・セルバンテスの小説そのままの姿で登場する。
同年11月のためのテレビ放映版に4分加え、ヴェネツィア国際映画祭の長篇基準に合わせた上で、「映画」として完成させた。同年9月、ヴェネツィア国際映画祭で金獅子賞にノミネートされ、ゴダールがイタリア上院議長賞金メダル、音響部門に金のオゼッラ賞を受賞した。日本での劇場公開が、世界初公開である。

## スタッフ
- 監督・脚本・編集 : ジャン＝リュック・ゴダール
- 撮影 : クリストフ・ポロック、アンドレアス・アーベン、ステパン・ベンダ
- 録音 : フランソワ・ミュジー、ピエール＝アラン・ベス
- 音楽 : ギャヴィン・ブライアーズ、ジャチント・シェルシ、フランツ・リスト、ヴォルフガング・アマデウス・モーツァルト、ヨハン・ゼバスティアン・バッハ、イーゴリ・ストラヴィンスキー、パウル・ヒンデミット、ルートヴィヒ・ヴァン・ベートーヴェン、ドミートリイ・ショスタコーヴィチ
- 製作主任 : ハンス・ツィッシュラー、ロマン・グーピル
- 製作 : アンテーヌ2、ペリフェリア、ゴーモン

## キャスト
- エディ・コンスタンティーヌ （レミー・コーション役）
- ハンス・ツィッシュラー （ツェルテン伯爵役）
- クラウディア・ミヒェルゼン（ドイツ語版） （シャルロッテ・ケストナー / ドラ役）
- ナタリー・カダン （デルフィーヌ・ド・スタール）
- アンドレ・S・ラバルト （語り手）
- ロベルト・ヴィットマース （ドン・キホーテ役）
- キム・カシュカシャン （音楽家役）
- アントン・モシーヌ （ディミトリ役）
- ハインツ・プルツィビルスキ
- カースティン・ブース
- H・J・ユルゲン
- ウーヴェ・グレツェチョフスキ
- ヨーヒェン・グリシンスキ
- イヴァ・スファルコーファ
- エルフィ・ゲーベル

## ストーリー
ベルリンの壁崩壊の翌年1990年、陸軍情報部出身で、いまはヘーゲルの『哲学史講義』をラジオ局で翻訳しているツェルテン伯爵（ハンス・ツィッシュラー）が、当時まだ東ドイツであったとある町に隠遁していたレミー・コーション（エディ・コンスタンティーヌ）を訪ねて、現れる。レミーは、第二次世界大戦中、ナチス・ドイツで諜報活動をしていたが、戦後は行方不明となっていた。ツェルテン伯爵は、西ドイツに帰るように勧める。
レミーはヴァイマルを歩き回る。巨大な工事用機械が動いているのを眺めていると、ドン・キホーテ（ロベルト・ヴィットマース）とサンチョ・パンサが現れ、工事用機械に突進していく。やがて、レミーは西ベルリンに到着する。

## 関連事項
- ジャン＝リュック・ゴダール監督作品一覧

## 関連書籍
- ヘーゲル『哲学史講義』上中下巻、長谷川宏訳、河出書房新社、1992年 - 1993年

上巻 ISBN 4309230288、中巻 ISBN 4309230229、下巻 ISBN 4309230318

## 註
1. 1 2 3  キネマ旬報DBサイト内の「ゴダールの新ドイツ零年」の記述を参照。
2. ↑  allcinemaの「新ドイツ零年」の項の記述を参照。